# Fábio Assunção
Fábio Assunção Pinto (São Paulo, 10 de agosto de 1971) es un actor y director de teatro brasileño, ampliamente conocido por su trabajo en telenovelas para TV Globo. Ganó varios premios por su actuación en televisión. En la vida política, el actor se unió al Partido de los Trabajadores (PT) en 2017.
De niño, Fábio tomó clases de piano durante dos años y medio, luego guitarra clásica, guitarra popular, canto y coro. Con tan solo 15 años, sabiendo tocar la guitarra y el piano, formó una banda llamada Delta T, pero el sueño se acabó por falta de dinero y tiempo para practicar. Fábio comenzó a hacer publicidad en la universidad, hasta que un día vio un anuncio de un curso de teatro en la Fundação das Artes, en São Caetano, que decidió hacer. Ese fue el comienzo de una brillante carrera. A una semana de llevar su currículum a la Rede Globo y ser elegido en una prueba, ya grababa Meu Bem, Meu Mal, su primera telenovela. Posteriormente, siguieron varios otros trabajos, convirtiéndose en uno de los actores favoritos de Gilberto Braga.
En 1991, interpretó a uno de los jóvenes buenos en la telenovela Vamp, de Antônio Calmon, en pareja con Cláudia Ohana. Otro buen chico le siguió en el año siguiente, 1992: el romántico Caio de De Corpo e Alma, de Glória Perez, en el que hacía de pareja romántica con Daniella Perez, la hija del autor. Después de este trabajo, en 1993, interpretó a su primer villano, en Sonho Meu, de Marcílio Moraes, interpretando a Jorge, un empresario sin escrúpulos, nieto de Paula (Beatriz Segall). Modificó un trabajo más, y sin vacaciones, integró el elenco de Pátria Minha, volviendo a ser un buen Rodrigo, honesto, su primera sociedad con Gilberto Braga. Luego de ese trabajo, se tomó unas vacaciones, regresando recién en 1996, cuando tuvo éxito como coprotagonista Marcos Mezenga en O Rei do Gado, trama de Benedito Ruy Barbosa. Poco después, entre 1997 y 1998, fue uno de los protagonistas del gran éxito de Manoel Carlos, Por amor, interpretando al complejo empresario Marcelo de Barros Mota. En 1999, interpretó a otro protagonista en Força de um Destino, el héroe Inácio. Luego vinieron otros buenos, en Coração de Estudante y Paraíso Tropical, respectivamente el dedicado profesor Edu y el apasionado y honesto Daniel. También participó en varias miniseries y series como protagonista, entre ellas: Labirinto, Os Maias, Mad Maria y Copas de Mel. Fue nominado dos veces al Trofeo Imprensa, en la categoría "Mejor actor", por su interpretación de Marcos Mezenga en O Rei do Gado en 1996 y como el villano Renato Mendes en Celebridade en 2004. Ese mismo personaje de Celebridade terminó ganándole los premios Quality Brasil (2004) y Contigo (2004).
En 2008, fue elegido para interpretar a Dodi, en A Favorita, pero se retiró, teniendo su papel interpretado por Murilo Benício. Aún en 2008, integró el elenco de Negócios da China, pero dejó la telenovela para tratar la dependencia química.
En 2009, ganó el premio "Mejor actor" en el Festival de Cine Brasileño de Los Ángeles, por su interpretación en la película Bellini e o Demônio. Regresó a la televisión como protagonista de la miniserie Dalva e Herivelto-Uma Canção de Amor. Por esta miniserie, donde actuó junto a Adriana Esteves, fue nominado al Emmy Internacional en la categoría de mejor actor, aún en 2009 Fábio ganó el premio ArteQualidade Brasil al Mejor Actor en Serie de Televisión o Miniserie y el Premio Contigo 2011 de Televisión como Mejor Actor de Serie.
En 2010, estaba programado para interpretar al villano Léo en Insensato Coração, pero abandonó el elenco alegando que no estaba preparado para el ritmo intenso de grabación de una telenovela. Su actitud fue criticada por el autor Aguinaldo Silva por haber abandonado la telenovela Insensato Coração.
Para el tratamiento de su dependencia química, Fábio se alejó de sus actividades, trabajando en clínicas en los Estados Unidos y luego en dos clínicas en Brasil. En una entrevista concedida al diario Folha de S.Paulo en junio de 2011, afirmó que, aunque fue dado de alta de la clínica, su tratamiento "no termina", continuando con las sesiones de psicoanálisis, y estaría listo para nuevos desafíos. en cine y televisión.
En 2011, regresa a la televisión para interpretar a Jorge en la exitosa serie Tapas & Beijos, dueño de un club nocturno, donde está casado con Sueli (Andréa Beltrão). En 2012 fue citado para interpretar a Max, en Avenida Brasil, pero debido a su compromiso con la serie Tapas & Beijos, no pudo formar parte de la telenovela. Debutó como director de teatro en agosto de 2012 con el espectáculo "Expresso do Por do Sol", adaptación de Maria Adelaide Amaral de la obra Sunset Limited.
Entre 2015 y 2016 vivió uno de los mejores momentos de su carrera, cuando dio vida al playboy Arthur, dueño de una agencia de modelos, en la exitosa telenovela Totalmente Demais. En la trama, su personaje se involucra con Juliana Paes y Marina Ruy Barbosa. Al año siguiente, protagonizó junto a Drica Moraes la serie Fórmula A, en el papel de Ricardo Montenegro. En 2018 interpretó a Ramiro Curió en la superserie/telenovela Onde Nascem os Fortes, donde obtuvo elogios de crítica y público.
En 2017, tras nuevos problemas con las drogas, el actor recibió apoyo de Globo para un tratamiento de adicciones en Argentina.

## Vida personal
Fábio salió con la actriz Cláudia Abreu durante seis años y tuvo una relación de ocho años con Priscila Borgonovi, con quien tuvo a su hijo João, nacido en 2003. También es padre de Ella Felipa, nacida en 2011, junto a su exesposa Karina Tavares. En abril de 2018, Fábio comenzó a salir con la actriz Maria Ribeiro, que terminó en agosto, se reanudaron en octubre y terminaron nuevamente en noviembre.
El 1 de octubre de 2020 se casó con su pareja, Ana Verena.

## Controversias
Fábio ya fue detenido dos veces, por diferentes motivos. El primero de ellos, en junio de 2017, en Arcoverde, en el interior de Pernambuco, ocurrió por desacato en una fiesta de São João. Responde al proceso en libertad previo pago de la fianza.
El segundo arresto ocurrió en mayo de 2018, en São Paulo, luego de que se vio involucrado en un accidente de tránsito y se negó a tomar una prueba de alcoholemia. Fue fichado por conducir ebrio y es responsable de este proceso en libertad luego de pagar una fianza de 48 mil reales. Asunción tendrá suspendida su licencia de conducir por el término de un año.
En 2018, el grupo La Furia lanzó la canción Fabio Assunção, que satirizaba la imagen del actor. El grupo se defendió diciendo que era un homenaje mientras que Fábio respondió que ridiculizar una enfermedad no tiene gracia. Fábio sugirió que se donaran los ingresos de los derechos de autor. En 2020 ganó 50.000 reales, de los cuales la mitad se destinó a É de Lei, un centro comunitario de São Paulo que trabaja con la reducción de daños, y la otra parte a una institución que se ocupa de la gestión de políticas de drogas en la ciudad de Bahía.

## Filmografía

### Televisión
| Ano     | Título                                        | Personagem                              | Nota                                                                                        |
| ------- | --------------------------------------------- | --------------------------------------- | ------------------------------------------------------------------------------------------- |
| 1990    | Meu Bem, Meu Mal                              | Marco Antônio Venturini                 |                                                                                             |
| 1991    | Vamp                                          | Felipe Ramos Rocha (Lipe)               |                                                                                             |
| 1992    | De Corpo e Alma                               | Caio Pastore                            |                                                                                             |
| 1993    | Sonho Meu                                     | Jorge Candeias de Sá                    |                                                                                             |
| 1994    | Pátria Minha                                  | Rodrigo Laport                          |                                                                                             |
| 1995    | Você Decide                                   | Daniel                                  | Episódio: "Agora ou Nunca"                                                                  |
| 1996    | O Rei do Gado                                 | Marcos Mezenga                          |                                                                                             |
| 1997    | A Comédia da Vida Privada                     | Marcelo                                 | Episódio: "O Que Você Vai Ser Quando Crescer?"                                              |
| 1997    | A Comédia da Vida Privada                     | César                                   | Episódio: "A Voz do Coração"                                                                |
| 1997    | Por Amor                                      | Marcelo de Barros Motta                 |                                                                                             |
| 1998    | Labirinto                                     | André Meireles                          |                                                                                             |
| 1999    | Força de um Desejo                            | Inácio Silveira Sobral                  |                                                                                             |
| 2001    | Os Maias                                      | Carlos Eduardo da Maia                  |                                                                                             |
| 2001    | Brava Gente                                   | Cid                                     | Episódio: "A Grã-Fina de Copacabana"                                                        |
| 2002    | Coração de Estudante                          | Eduardo Feitosa                         |                                                                                             |
| 2003    | Os Normais                                    | Leandro                                 | Episódio "Querer é Poder"                                                                   |
| 2003    | Celebridade                                   | Renato Mendes                           |                                                                                             |
| 2003    | A Grande Família                              | Maurício                                | Episódio: "Quem Ama Não Casa" Episódio: "O Troco" Episódio: "Eu Vou Tirar Você Deste Lugar" |
| 2004    | Casseta & Planeta, Urgente!                   | Ele mesmo                               | Episódio: "1 de junho"                                                                      |
| 2005    | Mad Maria                                     | Dr. Richard Finnegan                    |                                                                                             |
| 2006    | JK                                            | João César                              |                                                                                             |
| 2006    | Belíssima                                     | Marcelo Assumpção                       | Episódios: "12–15 de maio"                                                                  |
| 2006    | Copas de Mel                                  | Salvador                                | Episódio: "1998"                                                                            |
| 2007    | Paraíso Tropical                              | Daniel Bastos                           |                                                                                             |
| 2008    | Negócio da China                              | Heitor Alonso                           | Episódios: "6 de outubro–14 de novembro"                                                    |
| 2010    | Dalva e Herivelto: Uma canção de Amor         | Herivelto Martins                       |                                                                                             |
| 2010    | S.O.S. Emergência                             | Edgar                                   | Episódio: "Tem Pai que é Cego"                                                              |
| 2010    | Clandestinos: o Sonho Começou                 | Ele mesmo                               | Episódio: "4 de novembro"                                                                   |
| 2011    | Ti Ti Ti                                      | Fernando Flores                         | Episódio: "18 de março"                                                                     |
| 2011–15 | Tapas & Beijos                                | Jorge Almeida                           |                                                                                             |
| 2012    | As Brasileiras                                | Pablo Ponti                             | Episódio: "A Sexóloga de Floripa"                                                           |
| 2015    | Totalmente Demais                             | Arthur Valmont Carneiro de Alcântara    |                                                                                             |
| 2017    | A Fórmula                                     | Ricardo Montenegro                      |                                                                                             |
| 2018    | Onde Nascem os Fortes                         | Carlos Ramiro Castro (Dr. Ramiro Curió) |                                                                                             |
| 2020    | Todas as Mulheres do Mundo                    | Ruy                                     | Episódio: "Renata e Pâmela"                                                                 |
| 2020    | Vai que Cola                                  | Ele mesmo                               | Episódio "Um Aniversário Diferente"                                                         |
| 2021    | Onde Está Meu Coração                         | Dr. David Meireles                      |                                                                                             |
| 2022    | Desalma                                       | Traian Troader                          | Temporada 2                                                                                 |
| 2022    | Sob Pressão                                   | Marcelo                                 | Episódio: "12"                                                                              |
| 2022    | Pacto Brutal: O Assassinato de Daniella Perez | Ele mesmo                               |                                                                                             |
| 2022–23 | Todas as Flores                               | Humberto                                |                                                                                             |
| 2024    | Mania de Você                                 | Alfredo                                 |                                                                                             |

### Cine
| Año  | Título                                             | Personaje     | Los grados |
| ---- | -------------------------------------------------- | ------------- | ---------- |
| 2000 | El tiempo señalado                                 | sicrano       |            |
| 2000 | dos veces con helena                               | polidoro      |            |
| 2000 | Dinosaurio                                         | ala           | doblaje    |
| 2001 | Bellini y la esfinge                               | Remo Bellini  |            |
| 2003 | Cristina quiere casarse                            | Pablo         |            |
| 2004 | Sexo, amor y traición                              | tomas         |            |
| 2004 | Espelho d'Água - Un viaje por el río São Francisco | Henrique      |            |
| 2007 | primo basilio                                      | Albahaca      |            |
| 2008 | Bellini y el diablo                                | Remo Bellini  |            |
| 2009 | De principio a fin                                 | Alejandro     |            |
| 2011 | país del deseo                                     | Padre José    |            |
| 2012 | totalmente inocente                                | vanderlei     |            |
| 2016 | Entre idas y venidas                               | afonso        |            |
| 2021 | LOCO                                               | Profe. Carlos |            |